# Канова (Виченца)
Канова је насеље у Италији у округу Виченца, региону Венето.
Према процени из 2011. у насељу је живело 201 становника. Насеље се налази на надморској висини од 104 м.